# Anatomía de las aves

Anatomía de un ave típica.

La anatomía de las aves, incluyendo su fisiología, muestra muchas adaptaciones únicas destinadas, la mayoría, a asegurar la capacidad de volar. Las aves han evolucionado hasta poseer un sistema esquelético y muscular ligero y potente que, junto con los sistemas circulatorio y respiratorio, las hace capaces de desarrollar una oxigenación y actividad metabólica muy altas, y con ello conseguir la suficiente energía para conquistar el medio aéreo. El desarrollo del pico ha condicionado la evolución de un sistema digestivo especialmente adaptado. Debido a estas especializaciones anatómicas, se les ha asignado  una clase propia en el Filo de los cordados.

## Sistema respiratorio

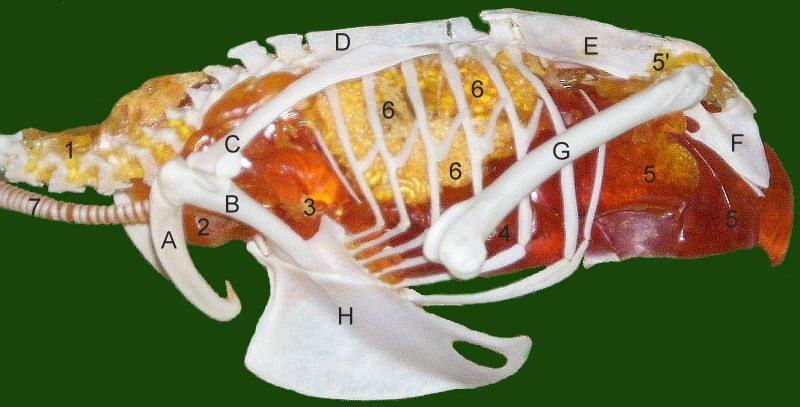
El aire fluye de derecha (posterior) a izquierda (anterior) a través de los pulmones tanto durante la inhalación como la exhalación. Clave para el sistema respiratorio del Cernícalo común: 1 saco aéreo cervical, 2 saco aéreo clavicular, 3 saco aéreo cráneo-toráxico, 4 saco aéreo caudo-toráxico, 5 saco aéreo abdominal, (5' divertículo hacia la cintura pélvica), 6 pulmón, 7 tráquea.

Los pulmones de las aves obtienen aire fresco tanto en la inhalación como en la exhalación.

A causa de la alta tasa metabólica requerida para el vuelo, las aves tienen una alta demanda de oxígeno. El desarrollo de un sistema respiratorio eficiente permitió la evolución del vuelo en las aves. Las aves ventilan sus pulmones por medio de sacos aéreos, estructuras que solo tienen las aves (y por lo tanto quizá también los dinosaurios). Estos sacos no desempeñan un papel en el intercambio de gases, pero almacenan aire y actúan como fuelles, lo cual permite a los pulmones mantener un volumen fijo de aire fresco constantemente fluyendo en su interior.
Tres juegos distintos de órganos realizan la respiración —Los sacos aéreos anteriores (interclavicular, cervical, y toráxicos anteriores), los pulmones, y los sacos aéreos posteriores (toráxicos posteriores, y abdominales). Los sacos aéreos posteriores y anteriores, normalmente nueve, se expanden durante la inhalación. Cuando el aire inhalado entra por la tráquea, la mitad va a los sacos aéreos posteriores y la otra mitad pasa por los pulmones y va a los sacos aéreos anteriores. Los sacos aéreos se contraen durante la exhalación. El aire de los sacos aéreos anteriores se vacía directamente en la tráquea y es expulsado por la boca o las fosas nasales. Los sacos aéreos posteriores se vacían en los pulmones. El aire que pasa por los pulmones cuando el ave exhala es expulsado por la tráquea. Debido a que el aire fresco fluye a través de los pulmones en una sola dirección, no existe mezcla del aire rico en oxígeno y el aire pobre en oxígeno y rico en dióxido de carbono, como ocurre en los pulmones de mamíferos. Por lo tanto la presión parcial de oxígeno en los pulmones de un ave es la misma que la del ambiente,  y así las aves tienen un intercambio de gases más eficiente, tanto de oxígeno  como de dióxido de carbono, que el que ocurre en los mamíferos. 
Los pulmones de las aves no tienen alveolos, como los pulmones de mamíferos, pero en su lugar contienen una serie -de millones- de tubos paralelos entre sí conocidos como parabronquios. El aire fluye por las paredes con forma de panal de abejas de los parabronquios hacia vesículas llamadas atrios, las cuales se proyectan radialmente desde los parabronquios. Estos atrios dan lugar a capilares aéreos, donde se produce el intercambio de oxígeno y dióxido de carbono por difusión con la sangre que fluye a través de los capilares sanguíneos.
Las aves también carecen de diafragma. Toda la cavidad del cuerpo actúa como un fuelle para mover el aire a través de los pulmones. La fase activa de la respiración en las aves es la exhalación, la que requiere la contracción muscular.
La siringe es el órgano vocal productor de sonido en las aves, localizado en la base de la tráquea. Como en la laringe de los mamíferos, el sonido es producido por la vibración del aire que fluye a través del órgano. La siringe permite a algunas especies de aves  producir vocalizaciones extremadamente complejas, incluso imitar el habla humana. En algunas aves canoras, la siringe puede producir más de un sonido al mismo tiempo.

## Sistema circulatorio

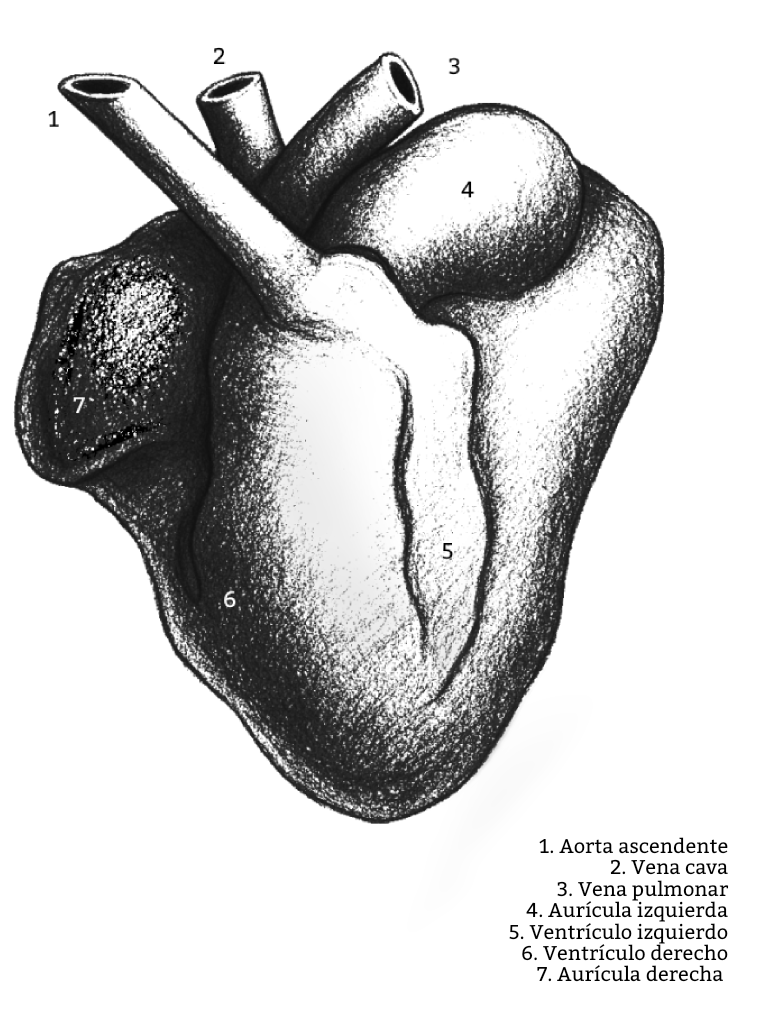
El corazón del pollo tiene 4 cámaras: 2 ventrículos y 2 aurículas.

Las aves tienen un corazón de cuatro cámaras, lo que es común a los humanos, la mayoría de los mamíferos, y algunos reptiles (los cocodrilos).  Esta adaptación permite el transporte eficiente de nutrientes y oxígeno a través del cuerpo, proveyendo a las aves la energía para volar y mantener altos niveles de actividad. Un corazón de Colibrí Gorgirrubí late hasta mil doscientas veces por minuto (cerca de veinte latidos por segundo).
En la circulación no se mezclan la sangre arterial, que parte del corazón, y la venosa, que vuelve a él procedente de los tejidos. Tienen dos circuitos sanguíneos, uno pulmonar y otro que riega el resto del cuerpo.

## Sistema digestivo
Muchas aves poseen una bolsa muscular a lo largo del esófago llamada buche o ingluvis. El buche funciona para ablandar el alimento y para regular su flujo a través del sistema almacenándolo temporalmente. El tamaño y la forma del buche  es bastante variable entre las aves. Los miembros del orden Columbiformes, de las palomas, producen una leche de buche nutritiva con la que alimentan las crías por regurgitación. Las aves poseen un ventrículo o molleja, compuesta de cuatro bandas musculares que rotan y trituran el alimento desplazándolo de un área a otra dentro de la molleja. La molleja de algunas aves contiene pequeñas piezas de arena y piedra tragadas por el ave para ayudar en el proceso de trituración de la digestión, sirviendo en la función de los dientes en mamíferos y reptiles. El uso de piedras en la molleja es una similitud entre aves y dinosaurios, los cuales dejaron piedras de molleja llamadas gastrolitos como traza fósil.

### Comportamiento al beber
Hay cuatro formas generales por las cuales las aves beben agua u otro líquido. La mayoría de las aves no son capaces de tragar por acción de  succión o bombeo de peristalsis en sus esófagos (como hacen los humanos), y beben levantando repetitivamente la cabeza después de llenar su boca para permitir que el líquido fluya por gravedad, un método descrito como de "a sorbos". La excepción notable son las Columbiformes; de hecho, según Konrad Lorenz, en 1939:

uno reconoce el orden por una sola característica conductual, tal es que al  beber el agua es bombeada arriba por  peristalsis del  esófago lo que ocurre sin excepción dentro del orden. El único otro grupo, sin embargo, que muestra la misma conducta, las Pteroclididae, es ubicada junto a las palomas justo por esta característica indudablemente muy antigua.
Konrad Lorenz

Aunque esta regla general todavía se mantiene, desde entonces, se han hecho observaciones en ambas direcciones. Otras aves, como los nectarívoros como las suimangas (Nectariniidae) y colibríes (Trochilidae), beben usando una lengua protráctil acanalada y los loros (Psittacidae) lamen hacia arriba el agua.
Muchas aves marinas tienen glándulas cerca de los ojos que les permiten beber agua marina. El exceso de sal es eliminado desde los nostriles (aberturas nasales). Muchas aves de los desiertos obtienen el agua que necesitan completamente de sus alimentos. La eliminación de los desechos nitrogenados en forma de ácido úrico (uricotelismo) reduce la demanda fisiológica de agua.

## Sistema esquelético
|  | 1. Cráneo 2. Vértebras cervicales 3. Fúrcula (clavículas) 4. Coracoides 5. Procesos uncinados de costillas 6. Quilla 7. Rótula 8. Tarsometatarso 9. Dedos 10. Tibia (tibiotarso) 11. Peroné (o fíbula) 12. Fémur 13. Isquion (hueso innominado) 14. Pubis (hueso innominado) | 15. Ilion (hueso innominado) 16. Vértebras caudales 17. Pigóstilo 18. Sinsacro 19. Escápula 20. Vértebras lumbares 21. Húmero 22. Cúbito (o ulna) 23. Radio 24. Carpometacarpo 25. Tercer dedo 26. Segundo dedo 27. Álula (primer dedo) |

El esqueleto de las aves está altamente adaptado para el vuelo.  Es de peso extremadamente ligero pero suficientemente fuerte como para soportar el estrés del despegue, el vuelo y el aterrizaje. Una adaptación clave es la fusión de huesos en una única osificación, tal como el pigóstilo a partir de las últimas vértebras caudales. Debido a esto, las aves suelen tener un menor número de huesos que otros vertebrados terrestres. También carecen de dientes o de mandíbula,  y en su lugar tienen un pico, que es muchísimo más liviano. El pico de muchas aves recién nacidas tienen un diente de huevo, el cual facilita su salida del huevo amniótico.
Las aves tienen muchos huesos que son huecos con tirantes o arbotantes entrecruzados para dar fortaleza estructural. El número de huesos huecos varía entre las especies, aunque las grandes aves planeadoras tienden a tener el mayor número. Los sacos aéreos respiratorios a menudo forman bolsillos dentro de los huesos semihuecos del esqueleto de las aves. Algunas aves no voladoras como los pingüinos y los avestruces tienen huesos sólidos solamente, evidenciando por demás la relación entre el vuelo y la adaptación de los huesos huecos.
Las aves tienen además más vértebras cervicales (cuello) que muchos otros animales; la mayoría tiene un cuello altamente flexible consistente de 13 a 25 vértebras. Las aves son los únicos animales vertebrados que tienen fusionadas las clavículas (la fúrcula o hueso de la suerte) o un esternón quillado. La quilla del esternón sirve como sitio de unión de los músculos usados para el vuelo, o similarmente los usados para nadar por los pingüinos. De nuevo, las aves no voladoras, como los avestruces, que no tienen músculos pectorales altamente desarrollados, carecen de quilla en el esternón. Es de observar que las aves nadadoras tienen un esternón amplio, las que caminan lo tienen largo o alto y, las que vuelan, lo tienen de casi de la  misma altura que amplitud.
Las aves tienen procesos uncinados sobre las costillas. Estas son extensiones óseas ganchudas que ayudan a fortalecer la caja torácica al superponerse con la costilla situada posterior. Esta característica se encuentra también en el reptil tuatara (Sphenodon). También tienen una pelvis tetrarradiada grandemente alargada como en algunos reptiles. Hay fusión extensa de las vértebras del tronco así como fusión con la cintura pectoral. Tienen un cráneo diápsido como en los reptiles con fosas prelagrimales (presente en algunos reptiles). El cráneo tiene un solo cóndilo occipital.

## Composición esquelética
|  | Estructura de la extremidad posterior derecha de un ave del género Porphyrio para mostrar las escamas reptilianas que posee: 1. Dedo trasero. 2. Dedo interno. 3. Dedo medio. 4. Dedo externo. 5. Escamas. 6. Escamas reticuladas. |

El cráneo consiste de cuatro huesos mayores: frontal (superior en la cabeza), parietal (posterior en la cabeza), premaxilar y nasal (pico superior) y mandíbula (pico inferior). El cráneo de un ave normal suele pesar alrededor de 1% del total de peso corporal del ave.
La columna vertebral consiste de vértebras, y se divide en tres secciones: cervical (13 a 16, en el cuello), sinsacro (vértebras fusionadas de la espalda, también fusionadas a las caderas o pelvis), y el pigostilo (cola).
El pecho consiste de fúrcula (hueso de la suerte) y coracoide (hueso del cuello), los cuales juntos con la escápula (ver abajo), forman la cintura pectoral. Los lados del pecho están formados por las costillas, las que se articulan al esternón (en la línea media del pecho).
El hombro consiste de la escápula (omóplato), coracoide (mencionado antes en el pecho), y el húmero (brazo superior). El húmero se articula con el radio y el cúbito (brazo anterior) para formar el codo. El carpo y el metacarpo forman la "muñeca" y la "mano" del ave, y los dedos se usan juntos. Los huesos en el ala son extremadamente livianos de modo que el ave puede volar más fácilmente.
Las caderas consisten de la pelvis que incluye tres huesos mayores: ilion (cadera superior), isquion (lados de la cadera) y pubis (frente de la cadera abierto). Estos están fusionados en uno solo (el hueso innominado). Los huesos innominados son significativos evolutivamente en que permiten al ave poner los huevos. Se juntan en el acetábulo, la cavidad donde se articula el fémur, el cual es el primer hueso de la extremidad posterior.
En la parte superior de la pata se encuentra el fémur. En la articulación de la rodilla, el fémur se conecta con el tibiotarso (canilla) y la fíbula o peroné (hueso lateral de la pierna inferior). El tarsometatarso forma la porción inferior de la pata, y en la zona distal se articulan los dedos. Los huesos de las patas de las aves son los más pesados de su cuerpo, contribuyen a un centro de gravedad bajo. Esto ayuda al vuelo. El esqueleto de un ave comprende solo cerca de 5 % del peso corporal.
Los pies o patas de las aves son clasificados como anisodáctilos, zigodáctilos, sindáctilos o pamprodáctilos.

### Tipos de cráneos
Se encuentran tres tipos principales de cráneo, según la estructura de sus huesos:
- Esquizognato: el vómer más pequeño y soldado completamente; los maxilopalatinos no llegan a la línea sagital del paladar nunca; los palatinos y los pterigoides se articulan con el parasfenoides.
- Desmognato: el vómer es muy pequeño y está soldado; los maxilopalatinos llegan a la línea media y frecuentemente están soldados; al igual que el cráneo esquizognato, los palatinos y los pterigoides se articulan con el parasfenoides.
- Egitognato: el vómer es más ancho que largo, y está soldado en el extremo. Los maxilopalatinos están separados.

### Tipos de picos
A grandes rasgos, se pueden distinguir doce tipos de picos:
- Acutirrostro. es un pico duro y muy apuntado. Presente principalmente en los pájaros carpinteros.
- Anseroideo: la mandíbula superior está muy desarrollada y posee una especie de uña en el extremo. La mandíbula inferior es plana. Se encuentra en patos, gansos y es útil para filtrar el cieno o para arrancar la hierba.
- Aquilino: es un pico fuerte que posee un gancho agudo en la mandíbula superior que sobresale de la mandíbula. Es típico de aves carnívoras, como los falconiformes.
- Conirrostro: es un pico corto pero abultado, así como fuerte y apuntado. Se encuentra principalmente en aves granívoras.
- Corvuno: es un pico largo con las mandíbulas globosas. Son típicos de aves omnívoras, como los cuervos comunes (Corvus corax).
- Cultirrostro: es un pico fuerte, en forma de estilete.  Ejemplos: avetoros y avetorillos.
- Dentirrostro: es un pico fuerte, ganchudo y largo.
- Escolopáceo: es un pico largo, fino y flexible. Es principalmente útil para rastrear por zonas de barro o fango. Ejemplo: aguja colinegra.
- Fisirrostro: es un pico muy pequeño, aunque asociado a unas grandes fauces. Están especialmente adaptados para alimentarse en vuelo. Ejemplo: canastera (Glareola pratincola).
- Gallináceo: es un pico fuerte y corto, cuyo extremo acaba en un cono. Ejemplo: Gallus gallus.
- Laroideo: es un pico fuerte en forma de gancho en el extremo. Ejemplo: albatros.
- Tenuirrostro: es un pico con forma de pinza que posee las mandíbulas finas y equilibradas. Es habitual en aves insectívoras.

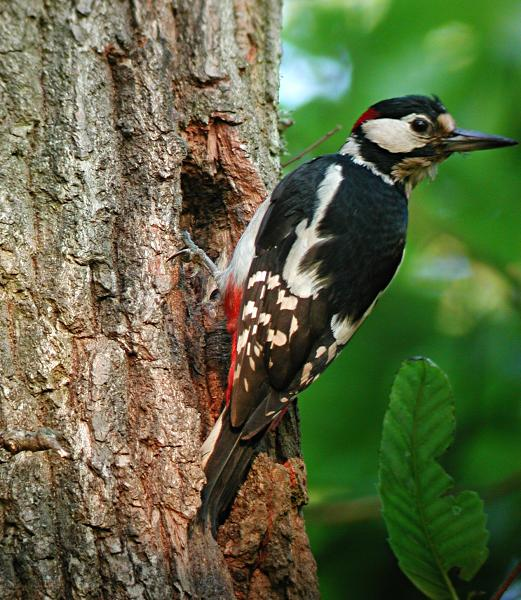
Acutirrostro (pájaro carpintero, Dendrocopos major)
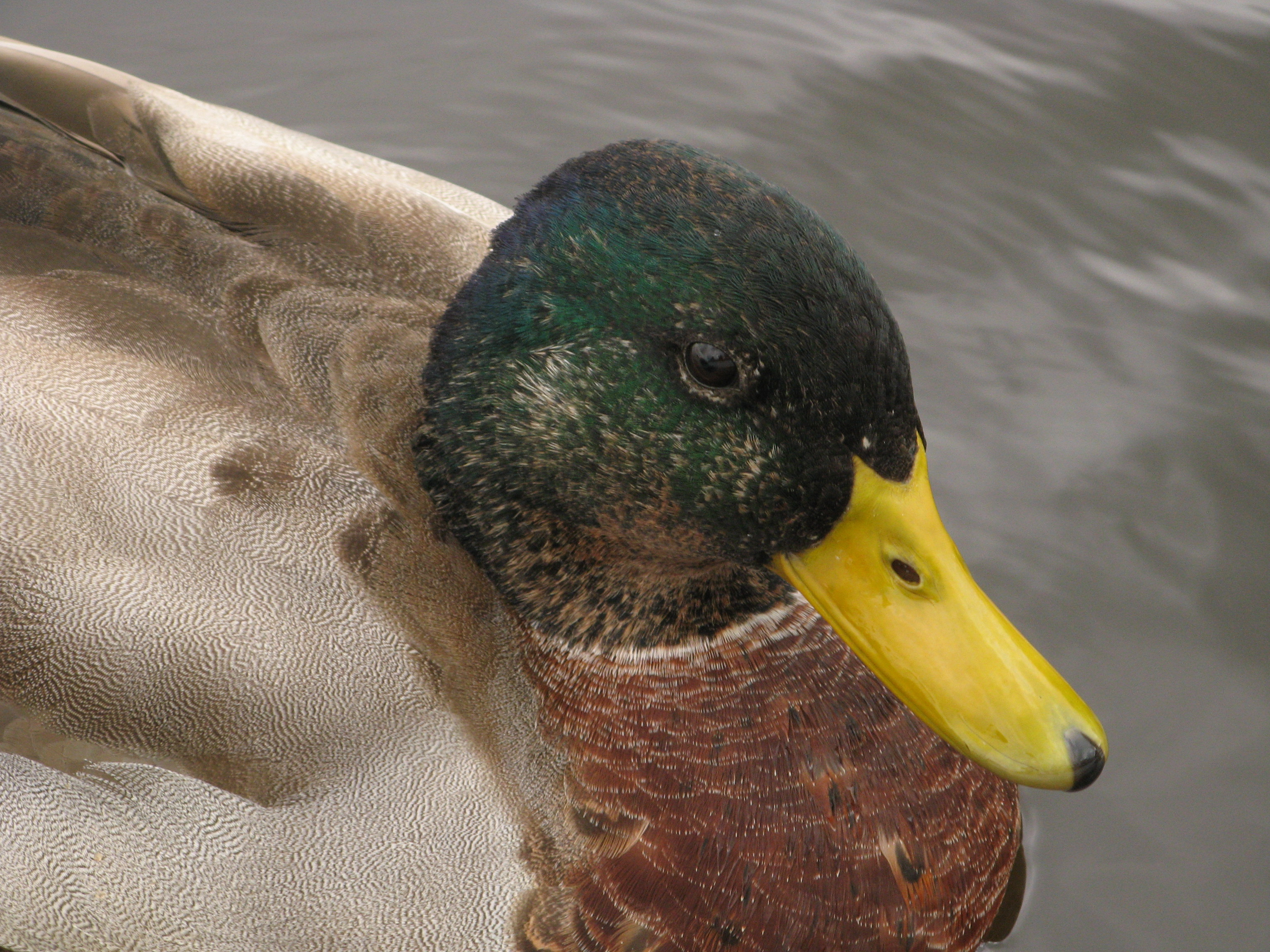
Anseroideo (ánade real, Anas platyrhynchos)
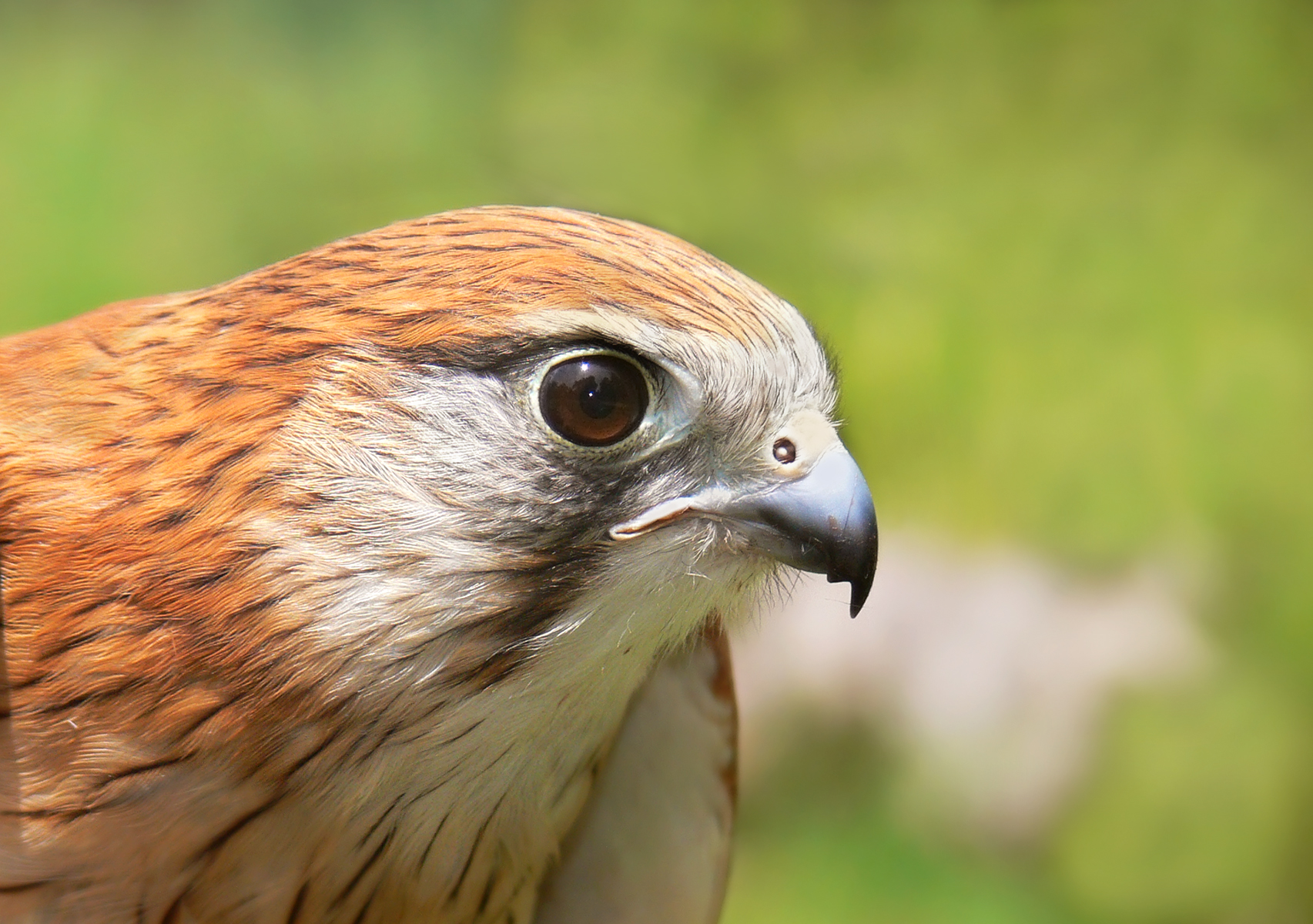
Aquilino (Falco cenchroides)
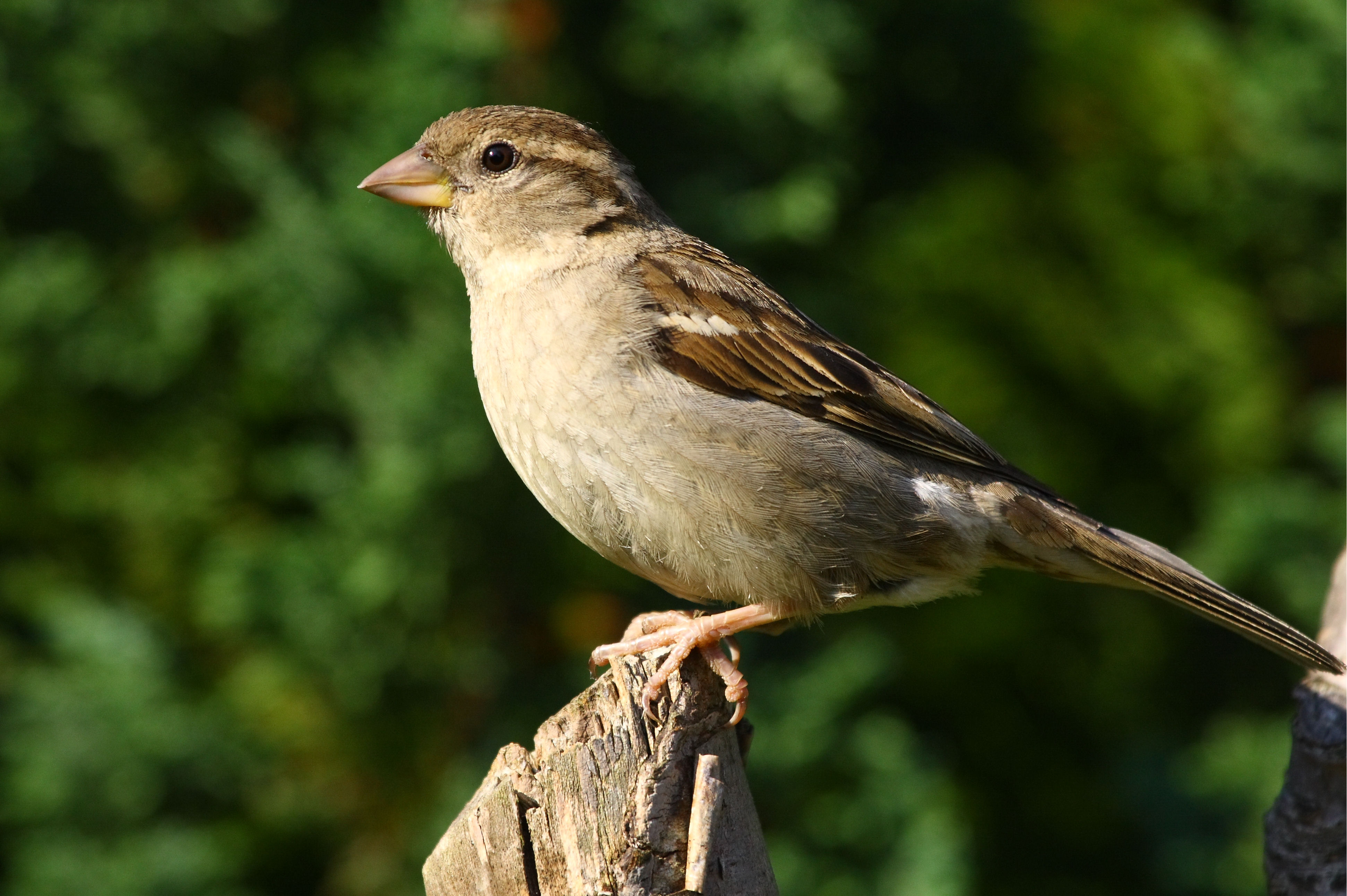
Conirrostro (gorrión, Passer domesticus)
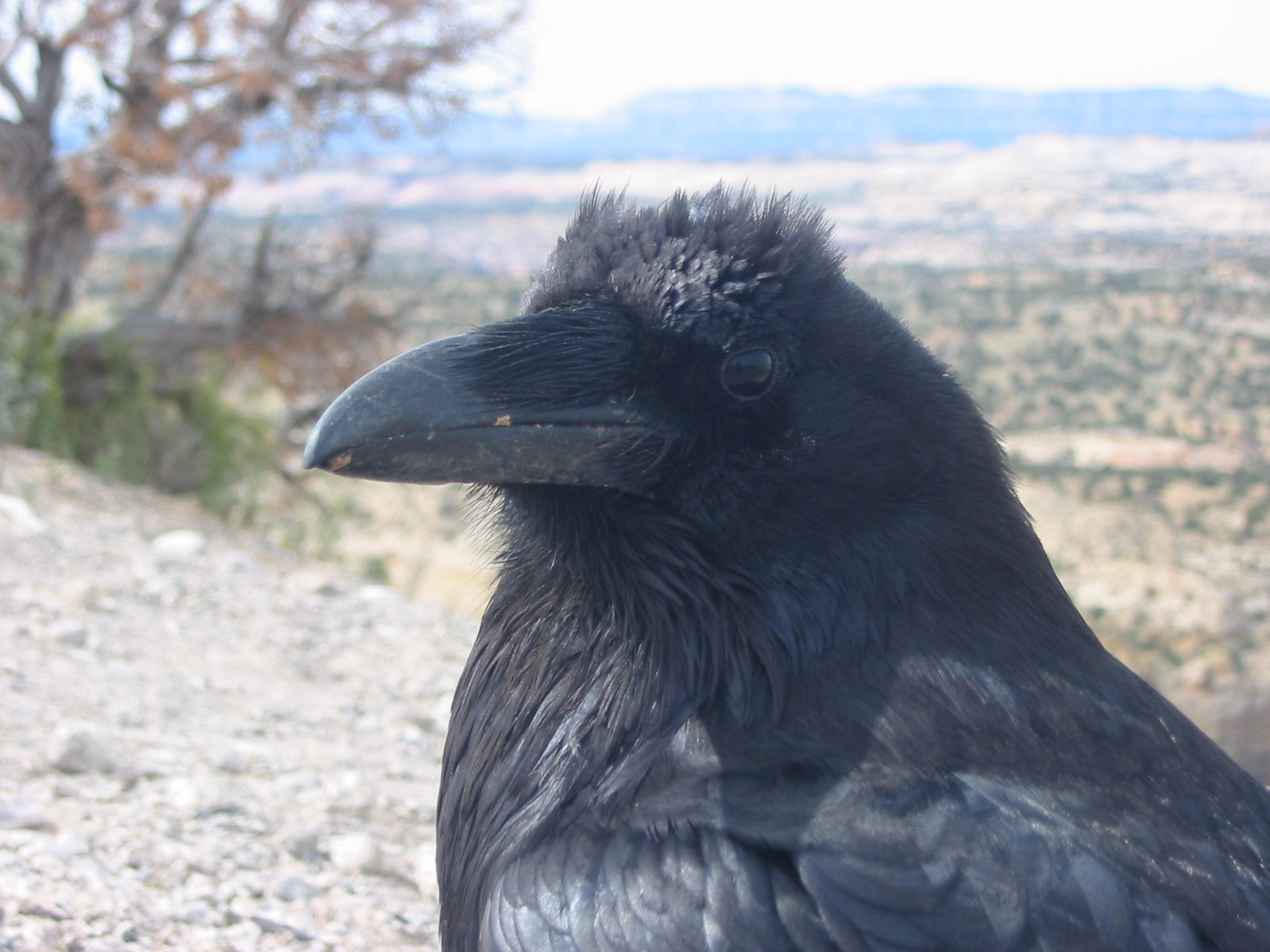
Corvuno (cuervo común, Corvus corax)
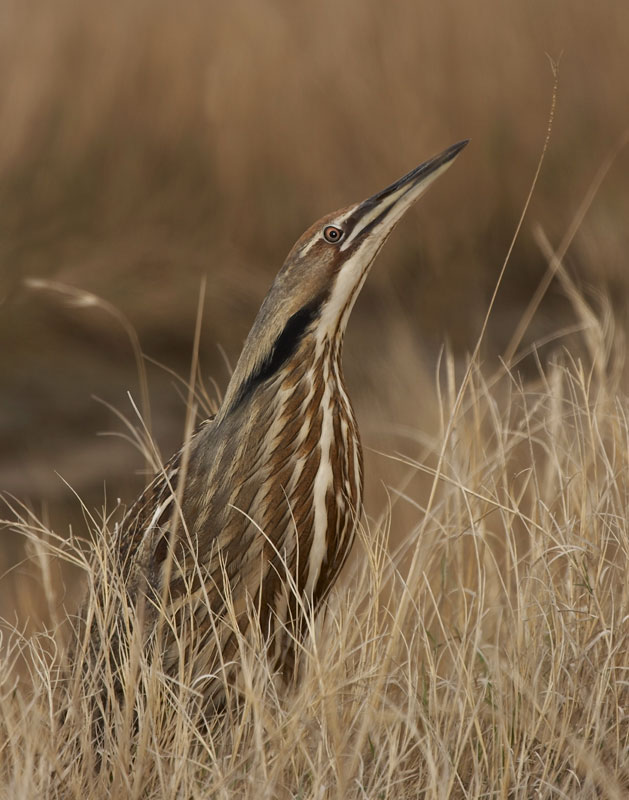
Cultirrostro (avetoro, Botaurus lentiginosus)
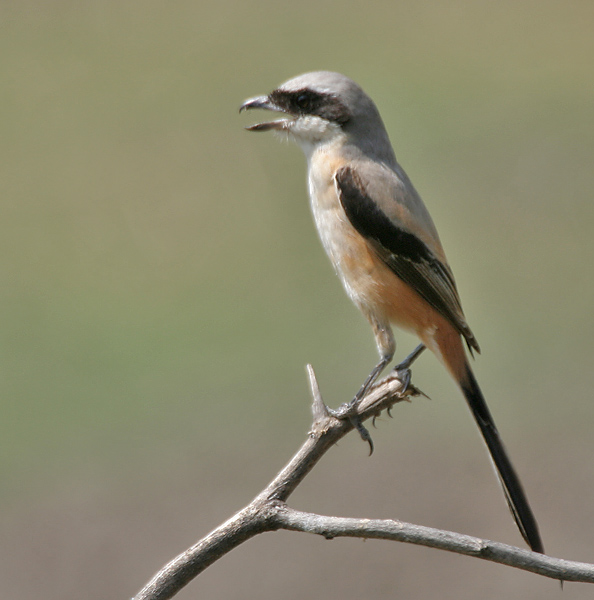
Dentirrostro (alcaudón de cola larga, Lanius schach)
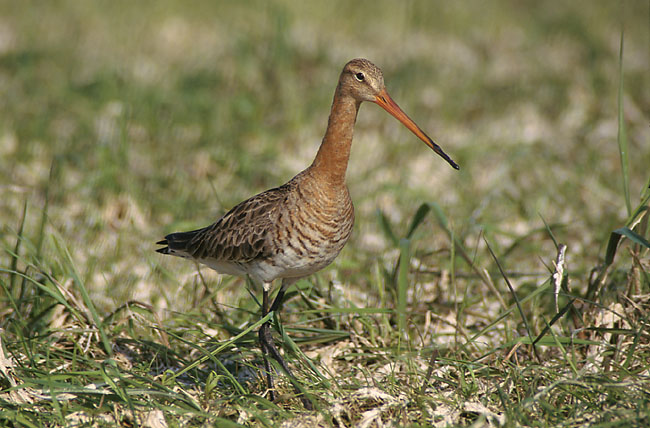
Escolopáceo (aguja colinegra, Limosa limosa)
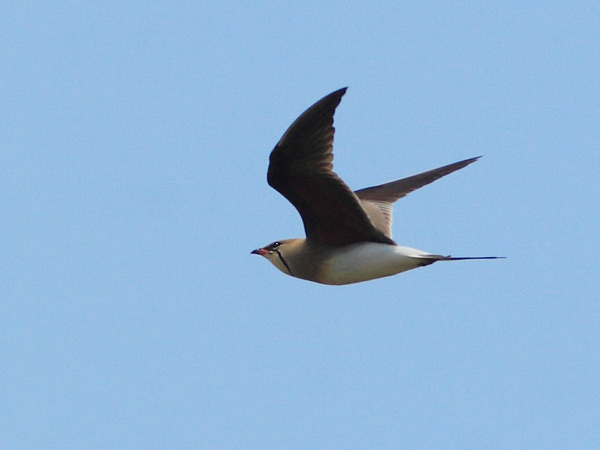
Fisirrostro (canastera común, Glareola pratincola)
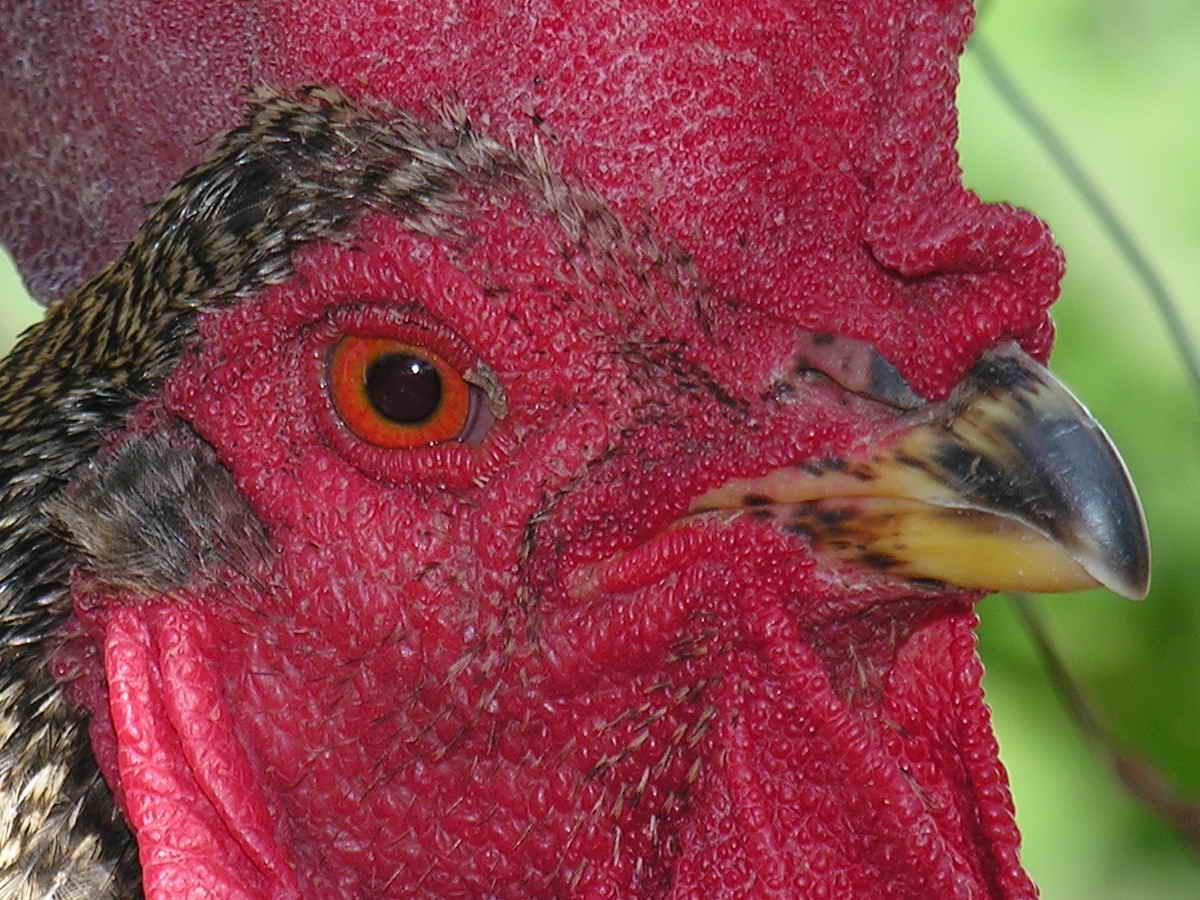
Gallináceo (gallo, Gallus gallus)
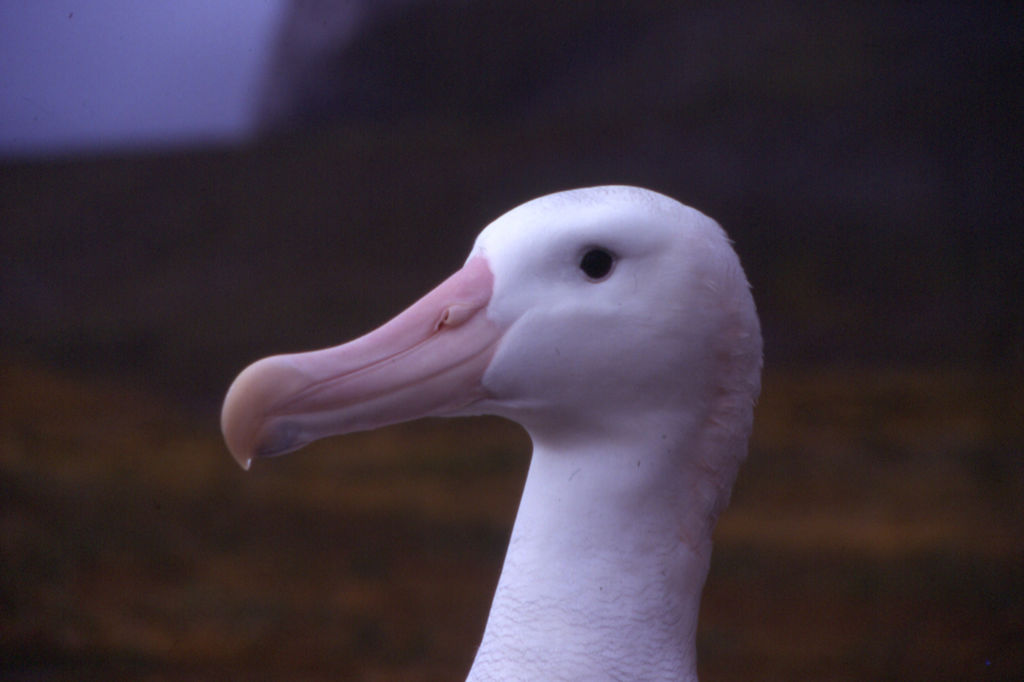
Laroideo (albatro, Diomedea exulans)

### Tipos de pies

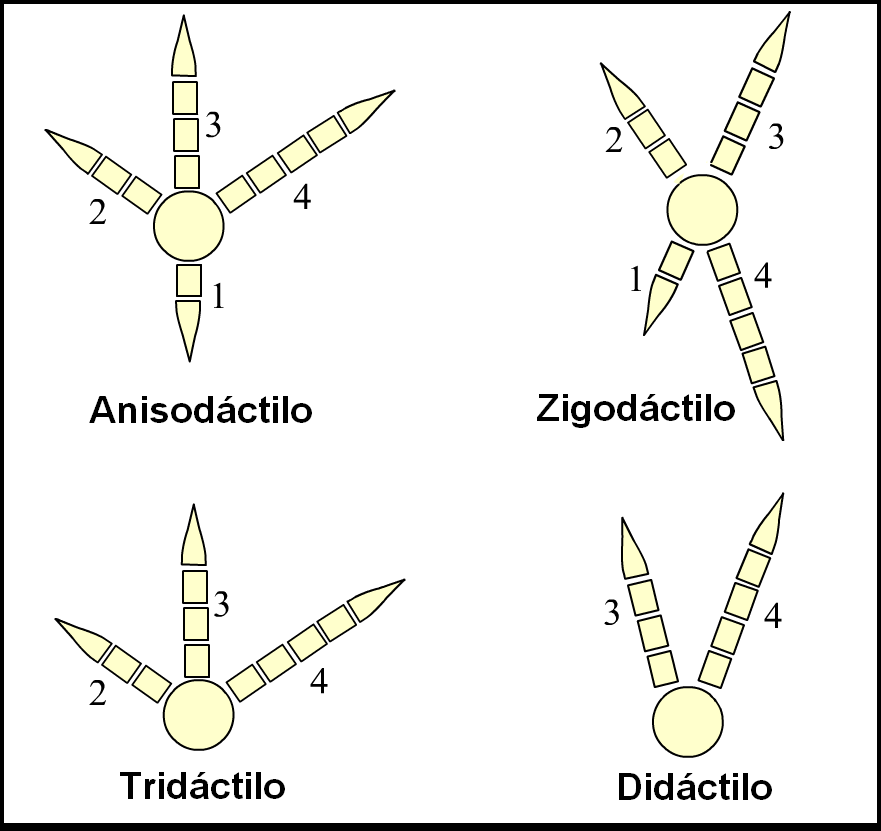
Tipos de pies en las aves.

Se distinguen de forma física siete tipos de pies:
- Anisodáctilo: el dedo I está dirigido caudalmente.
- Anseroideo: el pie tiene tres dedos hacia delante unidos por una membrana. El dedo I está dirigido hacia atrás.
- Esteganópodo: el pie tiene los cuatro dedos unidos por una membrana.
- Lobulado: los dedos poseen membranas propias e independientes.
- Pamprodáctilo: los cuatro dedos del pie están dirigidos hacia delante.
- Sindáctilo: el dedo del extremo del pie está unido al medio hasta la penúltima falange.
- Zigodáctilo: dos dedos están dirigidos hacia delante y los otros dos hacia atrás.

## Sistema muscular

El músculo supracoracoideo trabaja usando un sistema como de poleas para levantar el ala mientras que los pectorales proveen el poderoso golpe hacia abajo.

La mayoría de las aves tienen aproximadamente 175 músculos, principalmente controlando las alas, la piel, y las piernas. Los músculos más grandes en el ave son los pectorales, los que controlan el ala y constituyen cerca del 15 – 25 % del peso corporal de un ave voladora. Estos proveen el poderoso golpe de alas, esencial para el vuelo. El músculo ventral (más abajo) a los pectorales es el supracoracoideo. Éste eleva el ala entre las batidas hacia abajo. Los supracoracoideos juntos con los pectorales hacen cerca de 25 a 35 % del peso corporal del ave.
Los músculos de la piel ayudan a un ave en su vuelo por ajuste de las plumas, las que están unidas al músculo de la piel y ayudan al ave en las maniobras de vuelo. 
Solo hay unos pocos otros músculos en el tronco y la cola, pero son muy fuertes y son esenciales para el ave. El pigostilo controla todos los movimientos en la cola y controla las plumas de la cola. Esta le da al ave un área de superficie mayor lo que la ayuda a mantenerse en el aire.

## Visión de las aves

Cráneo de un ave. Lc, lacrimal; V, vómer; M, maxilar; Pmx, premaxilar; D, dentario; Y, yugal; Pal, palatino; Pt, pterigoides; C, cuadrado; F, frontal; S. oc, supraoccipital; E. oc, exoccipital; B. oc, basioccipital.

Las aves tienen una visión aguda – las rapaces tienen una visión ocho veces más aguda que los humanos- gracias a las mayores densidades de fotorreceptores en la retina (hasta 1.000.000 por mm cuadrado en Buteos, comparado con 200.000 para los humanos), un alto número de nervios ópticos, un segundo juego de músculos que no se encuentra en otros animales, y, en algunos casos, una fóvea indentada que aumenta la parte central del campo visual. Muchas especies, incluyendo los colibríes y los albatros tienen dos foveas en cada ojo. Muchas aves pueden detectar luz polarizada. El ojo ocupa una considerable parte del cráneo y es rodeado por un anillo ocular esclerótico, un anillo de huesos pequeñitos que rodea el ojo. Este carácter está presente también en los reptiles.
El pico de muchas limícolas tiene corpúsculos de Herbst el cual les permite detectar presas escondidas bajo la arena usando las minúsculas diferencias de presión en el agua. Todas las aves existentes pueden mover las partes del maxilar o quijada superior en relación con la caja craneana. Sin embargo esto es más prominente en algunas aves y puede detectarse fácilmente en los loros.
Las aves tienen un alto índice cerebro/masa corporal. Esto es reflejado en la avanzada y compleja inteligencia de las aves.
La región entre el ojo y el pico a los lados de la cabeza es llamado lore. Esta región a veces no tiene plumas, y la piel puede estar coloreada, como en muchas especies de la familia de los cormoranes

## Sistema reproductor

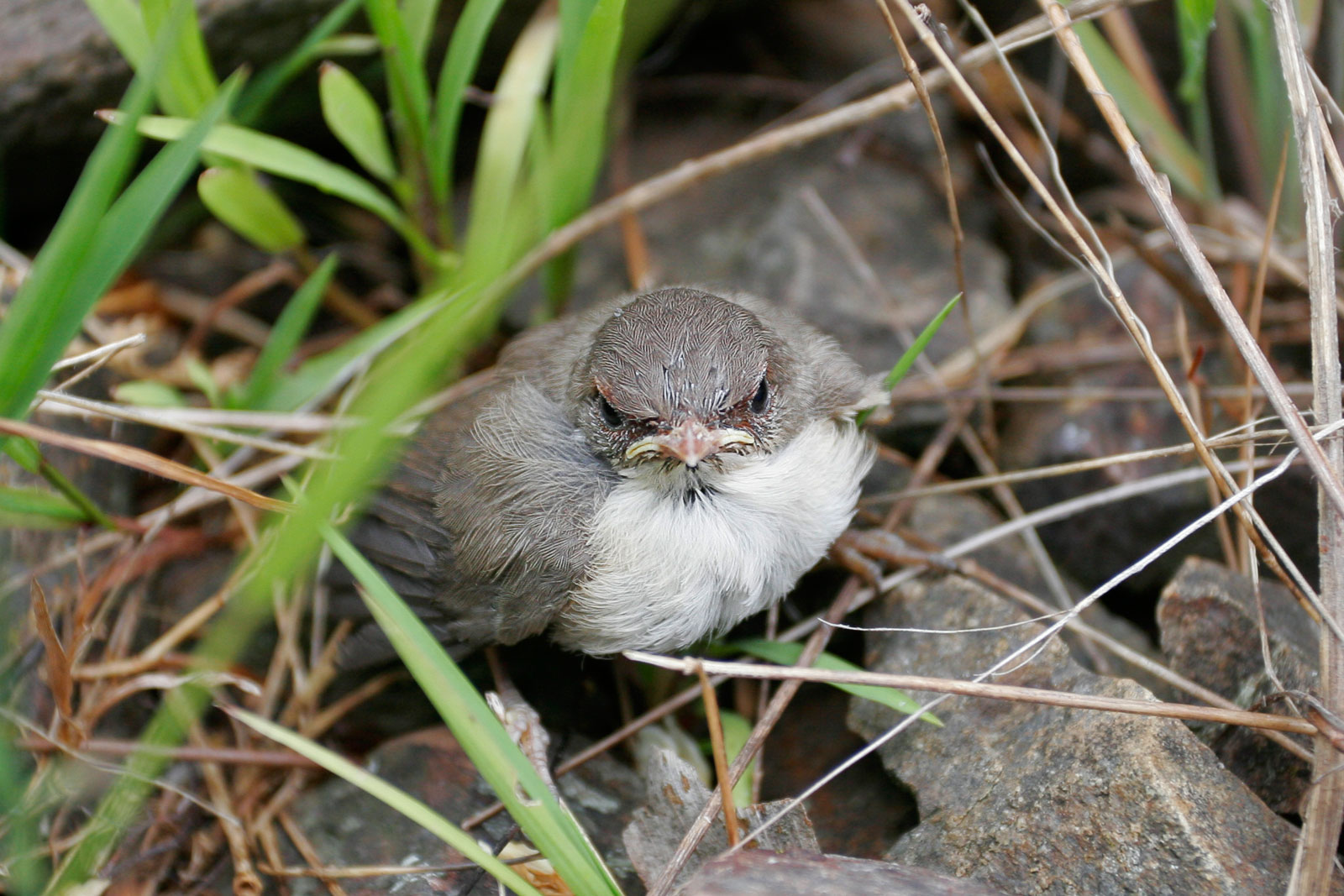
Ave joven ya emplumada lista para volar (o volantón).

Aunque la mayoría de los machos  en las aves no tienen órganos sexuales externos, el macho tiene dos testículos que se vuelven cientos de veces más grandes durante la estación reproductiva para producir esperma. Los ovarios de las hembras también crecen, aunque solo el izquierdo suele funcionar. Sin embargo, si el ovario izquierdo se daña por infección u otros problemas, el ovario derecho se desarrollará tratando de sustituir en su función al izquierdo. 
En los machos de especies sin pene, el esperma se almacena en los vesículas seminales dentro de la protuberancia cloacal antes de la cópula. Durante la copulación, la hembra mueve su cola a un lado y el macho puede montar la hembra por detrás o por el frente (como en el melifágido Notiomystis cincta), o en movimiento muy cercano a la hembra. Las cloacas entonces se tocan, de modo que el esperma puede entrar al tracto reproductivo de la hembra. Esto sucede muy rápido, a veces en menos de medio segundo.
El esperma es almacenado en los túbulos de almacenaje de esperma de la hembra por una semana o un año, dependiendo de la especie. Entonces, los huevos serán fertilizados individualmente a medida que salen del ovario, antes de ser puestos por la hembra. Los huevos continúan su desarrollo fuera del cuerpo de la hembra. Presentan albúmina (clara) que procede de las glándulas de la parte media del oviducto, y la cáscara y sus membranas son segregadas en las glándulas de la parte posterior del oviducto. 

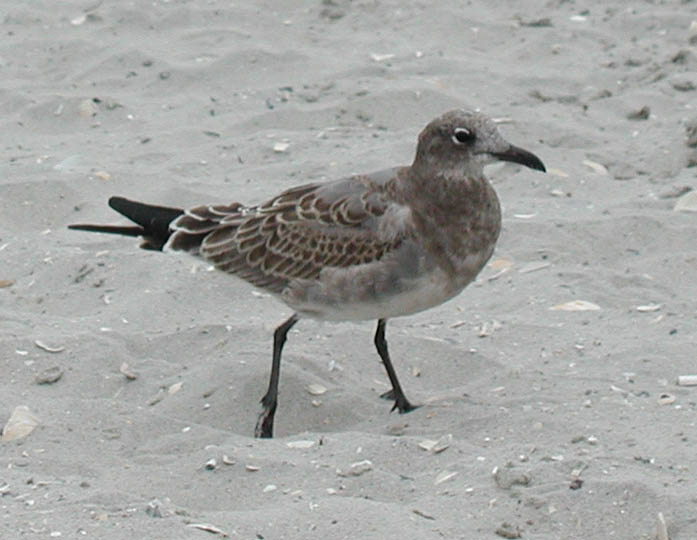
Un juvenil de Gaviota guanaguanare (Larus atricilla).

Muchas aves acuáticas (patos, gansos, cisnes y flamencos) y algunas otras aves como el avestruz, el emú y el guanajo o pavo, poseen un pene. Cuando no copulan, se esconde dentro del proctodeo, que es un compartimiento dentro de la cloaca, cerca del ano.

## Escamas
Las escamas de las aves están compuestas de la misma queratina que los picos, uñas o garras, y espuelas. Se encuentran principalmente en los dedos y tarsometatarsos, pero en algunas aves pueden encontrarse más arriba hasta el tobillo (o articulación tibiotarso- tarsometatarso). La mayoría de las escamas en las aves no se superponen significativamente, excepto del caso de los martín-pescadores y los carpinteros. Las escamas de aves se piensa que son homólogas a las de los reptiles y mamíferos.
El embrión de ave comienza su desarrollo con la piel lisa. En los pies, el córneo, o capa más externa de esta piel puede queratinizarse, engrosar y formar escamas. Las escamas se pueden clasificar en:
1. Cancela – escamas muy pequeñas que son realmente solo un engrosamiento y endurecimiento de la piel, entrecruzadas por estrías someras.
2. Retícula – escamas pequeñas pero diferenciadas, separadas. se encuentran en las superficies laterales y medias del metatarso del pollo. Estas están hechas de alfa-queratina.[15]
3. Escutela – escamas que no son tan grandes como las escutas, como las que se encuentran en la parte caudal, o posterior, del metatarso del pollo.
4. Escutas – las escamas más grandes, suelen estar en la superficie anterior del metatarso y en la superficie dorsal de los dedos del pie. Estas están hechas de beta-queratina como la de las escamas de reptiles.[15]

Las hileras de escutas en la parte anterior del metatarso pueden denominarse un acrometatarso o acrotarso
Las plumas pueden entremezclarse con escamas en los pies de algunas aves. Los folículos plumosos pueden disponerse entre las escamas o incluso debajo de ellas, en la dermis, la capa más profunda de la piel. En este último caso, la pluma puede emerger directamente a través de la escama, y ser encorvada en el plano de emergencia enteramente por la queratina de la escama.

## Desarrollo del pico
El pico en las aves tiene un origen embrionario mesodérmico, a partir de células de la cresta neural, las cuales migran desde el tubo neural a formar parte de los primordios faciales. El pico superior se deriva de los primordios maxilar pareado y el frontonasal, mientras que el pico inferior se deriva del primordio mandibular pareado. Esto se ha comprobado mediante trasplantes de células de la cresta neural entre patos y codornices generando morfotipos de pico cruzados entre las aves a las cuales se les ha trasplantado estas células (Schneider and Helms 2003).
Con respecto a la forma del pico, este se sabe que cumple diversas funciones ecológicas en los distintos grupos de aves existentes, teniendo una gran variedad morfológica a través de las familias. Actualmente gracias a estudios sobre el desarrollo temprano del pico en embriones de aves se ha podido determinar qué factores de expresión son los encargados de regular la forma del pico en el transcurso del desarrollo embrionario. Uno de estos estudios[¿cuál?] muestra que el factor de crecimiento Bmp4 está estrechamente relacionado con cambios en el ancho y alto del pico, en donde a mayor expresión de Bmp4 mayor ancho y largo de este órgano. Por otro lado este estudio muestra también que los factores Bmp2 y Bmp7 están estrechamente relacionados con el tamaño del pico (Abzhanov, Protas et al. 2004). Finalmente en el 2006 mediante un estudio similar[¿cuál?] se demostró que la calmodulina “CAM” (una molécula involucrada en la mediación de la señalización de Ca2+) esta correlacionada con el largo del pico, en donde a mayor expresión de esta molécula mayor elongación del pico en el desarrollo.